# Aeoloderma crucifer
Aeoloderma crucifer là một loài bọ cánh cứng trong họ Elateridae. Loài này được Rossi miêu tả khoa học năm 1790.